# 新空港物語
『新空港物語 Brandnew Airport Story』（しんくうこうものがたり）は、1994年1月6日から3月17日までテレビ朝日系「木曜ドラマ」枠で、毎週木曜日21:00 - 21:54に放送された日本のテレビドラマ。主演は植木等。
『大空港'92〜愛の旅立ち〜』の続編。

## 概要
新東京国際空港公団の職員である「特別管理官」（架空）の活躍を描く。前作での「特別管理官室」は第2旅客ターミナルの供用開始に伴い「空港管理センター」と改組されたとの設定で登場した。予定の全11話を1話分前倒しした全10話で終了。
本作をもってテレビ朝日系列「木曜ドラマ」枠は一旦サスペンス路線から撤退した。

## キャスト

### 空港管理センター
篠崎潤三
演 - 植木等
空港管理センター室長。
新道純平
演 - 東幹久
空港管理センター勤務。
立花洋子
演 - かとうかずこ
空港管理センターチーフ。
宗方克也
演 - 布施博（第1話、第7話のみ出演）
空港管理センター主任。
香山康二
演 - 布川敏和
空港管理センター勤務。
谷川銀次郎
演 - 勝村政信
空港管理センター勤務。
栗山荘子
演 - 鈴木蘭々
空港管理センター勤務。
八巻澄子
演 - 川嶋朋子
空港管理センター勤務。
中野克子
演 - 吉村美紀
空港管理センター勤務。
下田昌代
演 - 松井祐未
空港管理センター勤務。
山村秀子
演 - 中村裕美
空港管理センター勤務。

### その他
藤沢久美子
演 - 鈴木杏樹
航空管制官。
高田豊
演 - 菊池孝典
パイロット。久美子の恋人。

### ゲスト
第1話「カナダ行き最終便の花嫁!」
- 木村友子（モデル・ベトナムと日本のハーフ） - 西田ひかる
- ベトナム人の男 - 井田州彦
- 片山力（事務次官） - 内田直哉
- 浅見小四郎、剛州、渡辺寛二、北川真由美、大木史朗、上杉二美、鳥木元博

第2話「シドニー便を待つ女! 殺人容疑者の点と線」
- 内田江利子（片岡の彼女・銀座のホステス） - 立原麻衣
- 沢野裕子（室井の不倫相手・名古屋のブティック勤務） - 野田善子
- 室井正己（伸拓商事貿易部部長） - 山本紀彦
- 片岡良二（ミュージシャン） - 阿川藤太
- 工藤昭一（愛知県警名古屋東署刑事） - 左右田一平
- 村田則男

第3話「ロサンゼルス行き婚約旅行・レイプの秘密!」
- 大塚亜梨紗（レイプ事件目撃者） - 川越美和
- 吉田吾朗（優子の婚約者） - 岩田育人
- 森岡優子（ニューヨークで襲われる） - 比企理恵
- 秋山芳雄（弁護士事務所） - 杜澤泰文
- 木下管制官 - 善田卓也
- 阪上和子、小村哲生、風吹あんな

第4話「雪の成田・パリ便に遅れた女! 不倫旅行」
- 二宮刑事（空港・中央警察） - 木村元
- 山村美樹（山村夫妻の娘・クラブ「ドリーム」ホステス） - 比嘉ひとみ
- 矢島秀一（山下美佐子の不倫相手・シェフ） - 中井信之
- 山村悠三（美佐子の夫） - 大林丈史
- 山村美佐子（悠三の妻） - 田島令子
- 中村京子

第5話「盗まれたパスポート! 特別機を待つ女」
- 山下信雄（食料品販売業） - 保積ぺぺ
- 山下裕子（信雄の妻） - 水島裕子
- 新道みゆき（純平の妹・母と小笠原で暮らしている） - 神崎恵
- 山下徹（裕子の前夫との子） - 太田翔平
- 加地健太郎、篠田薫、森川数間

第6話「疑惑のOL殺人! マニラ便に仕掛けられた罠」
- 津山陽子（久美子と同じ大学・両親を失い中退） - 石野陽子
- 矢島勇次（犯罪者・陽子を殺そうとする） - 遠藤憲一
- 北川知之（陽子の婚約者・津山の会社で経理） - 正城慎太郎
- 津山圭次郎（陽子の叔父・津山家具を経営） - 千波丈太郎

第7話「旅券を破った女! 殺意の南米行き最終便」
- 児島直美 - 北原佐和子

第8話「謎の匿名電話・ロサンゼルス便を見送る女!」
- 深沢和代（ウェイトレス） - 安原麗子
- 小山哲夫（心臓病患者） - 高橋亮治
- 坂口由紀子（高田の元恋人・ニューヨーク勤務） - 高都幸子
- 高杉泰子 - 井上牧子
- 高杉昭男 - 南川昊
- 手嶋みなみ

第9話「成田離婚殺人事件! 香港便の女の秘密…」
- 松井武（偽ブランド売り・保護観察中の身） - なべおさみ
- 佐野美和子（新婦） - 田中広子
- 佐野敏彦（新郎） - 宮田恭男
- ジョアン（武の妻） - アンナ
- 安奈（ジョアンの娘） - 酒井真理子
- 吉満涼太

最終話「結婚サギ!? ニューヨークへ消えた若妻」
- 下山加代（20年前に空港で空子を捨てた女性） - 柏木由紀子
- 麻子（空子の友人） - 大島花子
- 兵頭空子（自分の息子を空港に捨てようとする女性・一流企業勤務） - 亜里香

## スタッフ
- 監督 - 山口和彦、田中秀夫、寺島智和、新村良二
- 脚本 - 塙五郎、ちゃき克彰、中村勝行、今井詔二、高部彰一郎
- 音楽 - 本多俊之
- 主題歌 - B'z「Don't Leave Me」
- テーマ曲 - 山根康広「あの時のように」
- 選曲 - 合田豊
- 技術協力 - 映広
- 美術協力・スタジオ - にっかつ撮影所
- 制作協力 - 渡辺プロダクション
- 車両協力 - ローバージャパン[1]
- プロデューサー - 五十嵐文郎、高橋勝、南條記良、力武敏彦
- 協力 - 新東京国際空港公団、日本航空
- 制作 - テレビ朝日、CUC

## 放送日程
| 話数   | 放送日  | サブタイトル                            | 脚本       | 監督     | 視聴率 |
| ------ | ------- | --------------------------------------- | ---------- | -------- | ------ |
| 第1話  | 1月06日 | カナダ行き最終便の花嫁!                 | 塙五郎     | 山口和彦 | 09.6%  |
| 第2話  | 1月13日 | シドニー便を待つ女! 殺人容疑者の点と線  | 塙五郎     | 山口和彦 | 11.5%  |
| 第3話  | 1月20日 | ロサンゼルス行き婚約旅行・レイプの秘密! | ちゃき克彰 | 田中秀夫 | 09.5%  |
| 第4話  | 1月27日 | 雪の成田・パリ便に遅れた女! 不倫旅行    | 塙五郎     | 田中秀夫 | 11.6%  |
| 第5話  | 2月10日 | 盗まれたパスポート! 特別機を待つ女      | 塙五郎     | 寺島智和 | 09.6%  |
| 第6話  | 2月17日 | 疑惑のOL殺人! マニラ便に仕掛けられた罠  | 中村勝行   | 田中秀夫 | 09.6%  |
| 第7話  | 2月24日 | 旅券を破った女! 殺意の南米行き最終便    | 今井詔二   | 寺島智和 | 09.6%  |
| 第8話  | 3月03日 | 謎の匿名電話・ロサンゼルス便を見送る女! | ちゃき克彰 | 田中秀夫 | 09.8%  |
| 第9話  | 3月10日 | 成田離婚殺人事件! 香港便の女の秘密…     | 高部彰一郎 | 新村良二 | 11.9%  |
| 最終話 | 3月17日 | 結婚サギ!? ニューヨークへ消えた若妻     | 塙五郎     | 田中秀夫 | 11.4%  |